# Tjupa
Tjupa (ryska: Чупа) är en ort i Karelska republiken i Ryssland. Den hade 2 513 invånare år 2015.